# 楚齊利夫
48°43′59″N 24°38′35″E / 48.73306°N 24.64306°E
楚齊利夫（烏克蘭語：Цуцилів），是烏克蘭的村落，位於該國西部伊萬諾-弗蘭科夫斯克州，由納德沃爾納亞區負責管轄，始建於1734年，面積12.7平方公里，2001年人口1,002，人口密度每平方公里78.7人。